# Dubitatio
Bij een dubitatio (ook: aporie of aarzeling) stelt de auteur het voor alsof hij weifelt over verschillende mogelijkheden in een benarde situatie. Als hij dan uiteindelijk kiest voor één mogelijkheid, heeft hij ondertussen (door het opsommen van de andere mogelijkheden) toch de grote moeilijkheid, complexiteit en gruwelijkheid van de situatie beklemtoond. De stijlfiguur wordt vaak gebruikt aan het begin van een argumentatie (argumentatio), na de inleiding.
Voorbeeld
Quid primum querar aut unde potissimum, iudices, ordiar ?
Aut quod aut a quibus auxilium petam ? Deorumne immortalium ?
Populine Romani ?
Waarover moet ik eerst klagen of waar moet ik bij voorkeur, rechters, beginnen?
Of welke hulp of aan wie moet ik vragen ? Aan de onsterfelijke goden?
Aan het Romeinse volk?
Een aporie is daarnaast een term waarmee aangegeven wordt dat een filosofische vraag niet tot een bevredigend resultaat leidt. Veel van Plato's dialogen eindigen met een aporie. Socrates werpt een vraag op, discussieert er met anderen over, maar het resultaat van zijn onderzoek is niet sluitend en geeft onvoldoende antwoord op het probleem dat aan de orde werd gesteld.